# Ceranisus onuri
Ceranisus onuri is een vliesvleugelig insect uit de familie Eulophidae. De wetenschappelijke naam is voor het eerst geldig gepubliceerd in 2010 door Doganlar.